# Halta Râureni
Halta Râureni este o gară care deservește municipiul Râmnicu Vâlcea, județul Vâlcea, România.